# 船尾座9
船尾座9，又名BD-13 2267，HD 64096、SAO 153500、HR 3064，是船尾座的一颗恒星，视星等为5.17，位于銀經232.27，銀緯6.62，其B1900.0坐标为赤經7h 47m 8.4s，赤緯-13° 6.62′ 57″。